# Венжер Наталія Яківна
Наталія Яківна Ве́нжер (рос. Наталия Яковлевна Венжер; 21 травня 1932, Москва — 10 лютого 2021, Москва) — радянський і російський кінознавець, соціолог кіно і телебачення. Організатор і натхненник проведення першого фестивалю анімації «Крок». Автор бази даних інформаційного сайту «animator.ru».

## Біографія
Народилася 21 травня 1932 року в Москві в родині відомих режисерів-документалістів Якова Посельського та Ірини Венжер у пологовому будинку імені Грауермана.
Жила з батьками на 1-й Міщанській вулиці, тут же почала ходити до школи.
У роки Німецько-радянської війни школяркою з осені 1941 до кінця 1944 проживала в евакуації в Алма-Аті. Наталія, її мама та її няня жили в так званому «Лауреатнику».
У січні 1945 року Наталія з сім'єю переїхала до так званого «Дому Артистів» на Большой Полянке.
У 1950-1951 роках працювала в Інституті геології АН СРСР.
У 1956-1963 роках працювала в Інституті географії АН СРСР, об'їздила в численних експедиціях Карпати, Сибір, Монгольський Алтай. У цей час захоплювалася геоморфічними проблемами, наприклад, майбутнім Красноярського краю.
У 1963–1975 роках працювала в оргкомітеті Союзу кінематографістів СРСР, була відповідальним секретарем Всесоюзної комісії мультиплікаційного кіно, відповідальним секретарем комісії з роботи з кінолюбителями.
У 1975-1989 роках працювала відповідальним редактором у «Союзінформкіно».
У 1989 році була ініціатором, ідейним натхненником, організатором та наставником першого анімаційного фестивалю «Крок».
З 1989 року була співзасновницею та співвласницею інформаційно-аналітичної групи «Дубль-Д» (спільно з Данилом Дондуреєм).
З 1994 року займалася моніторингом теле- та кіногалузей, проводила дослідницькі роботи в галузях кінопрокату та кіновиробництва, розробляла методики кінопоказу, здійснювала його рекламу та пропаганду.
Була творцем бази даних інформаційного сайту «animator.ru» (разом з Рейснером Г. І.).
Наприкінці січня 2021 року перебувала на лікуванні в кардіологічному відділенні НДІ швидкої допомоги ім. Н. В. Скліфосовського.
Померла 10 лютого 2021 року в Москві.
Відспівування та прощання мало відбутися 13 лютого 2021 року в Хованському крематорії.

## Особисте життя
За спогадами Климонтович М. Ю., Наталія Венжер була одружена з професором-фізиком, що був онуком Лариси Рейснер.
Син народився не пізніше 1971.

## Освіта
У 1950–1956 роках навчалася в МДУ спочатку на філологічному факультеті, потім на географічному (відділення геоморфології), отримавши в результаті спеціальність геолога-геоморфолога.
У 1963–1964 роках навчалася у ВДІКу на факультеті кінознавства.
Захищала дисертацію на тему «Комунікативні можливості сучасної мультиплікації».

## Публікації
Є автором великої кількості брошур та статей про мультиплікацію СРСР і Росії, нариси про значення науково-пізнавальних фільмів, про дитячу мультиплікацію, монографічні нариси про майстрів мультиплікації (Норштейн і Хржановський). Одна з авторів «Энциклопедия отечественной мультипликации», автор книги «Сотворение фильма, или Несколько интервью по служебным вопросам», укладачка книги «Сотворение фильма» (1987).

### Список публикацій
- Наталия Венжер. Неделя детского фильма // Культура и жизнь[ru]. — 1968. — № 9. — С. 43.
- Венжер Наталия. Чудо детства : [О худож. фильме «Внимание, черепаха!» Авт. сценария С. Лунгин и И. Нусинов. Режиссер-постановщик Р. Быков. «Мосфильм»] // Семья и школа. — 1971. — № 3. — С. 54–55.
- Трояновский М. А. Я хотел написать книгу / М. Трояновский; [сост.: Е.Д. Уварова, Н.Я. Венжер]. — М. : Искусство, 1972. — 232 с.
- Венжер Н. Коммуникативные возможности мультипликации // Музы XX века: Художественные проблемы средств массовой коммуникации. — М. : Искусство, 1978. — С. 238–272.
- Венжер Н. Я. Мультфильм вчера, сегодня и всегда. — М. : Союзинформкино, 1979. — 14 с.
- Венжер, Наталья. Зеленые яблоки на белом снегу : [О мультипликац. фильме «Сказка сказок». Авт. сценария Л. Петрушевская, Ю. Норштейн. Режиссер Ю. Норштейн. «Союзмультфильм»] // Кино : журнал. — Рига, 1980. — № 12. — С. 9.
- Венжер, Н.Я. Союзмультфильм : Очерк истории и деятельности киностудии / Венжер Н. Я.. — М. : Б. и., 1981. — 32 с.
- Соболев А. Экран борьбы и надежд. Методическое пособие. Навстречу VII Международному кинофестивалю стран Азии, Африки и Латинской Америки в Ташкенте / Ред. Н. Венжер; Всесоюз. объед. "Союзинформкино". Госкино СССР. — М., 1982.
- Венжер Н. Я. Михаил Вольпин // Драматурги советского детского кино. Творческие портреты. — М. : Союзинформкино, 1983. — Вип. 1.
- Венжер Н. Маяковский: встречи с «кинемо» : [Об экранизации пьес поэта] // Аврора. — 1984. — № 6. — С. 123–130.
- Венжер Н. Технология волшебства // Проблемы синтеза в художественной культуре. — М. : Наука, 1985. — С. 25–42. — 286 с.
- Художественные достоинства и зрительский успех фильма : (Материалы конф., 18-19 нояб. 1986 г., Москва) / [Редакторы Арбузова Н. К., Венжер Н. Я.]. — М. : В/О "Союзинформкино", 1987. — 63 с.
- Венжер Н. Я. Реклама фильма и пропаганда кино. — М. : Союзинформкино, 1988. — 24 с.
- Венжер Н. Нужно уметь что сказать // Анимационное кино между съездами (1986—1990). — М. : Б. и., 1990. — С. 3.
- Сотворение фильма, или Несколько интервью по служебным вопросам : о фильмах, о "Союзмультфильме" и о себе рассказывают, беседуют, спорят: драматурги, режиссеры, художники, композиторы, актеры, операторы / собрала, смонтировала и прокомментировала Н. Венжер. — М. : Всесоюз. творч.-произв. об-ние "Киноцентр", 1990. — 176 с.
- Венжер, Н.Я. Кинематограф: шаги к рынку / Н. Я. Венжер, Д. Б. Дондурей. — М. : ВО "Союзинформкино", 1990. — 48 с.
- Дондурей, Д., Венжер Н. «Важнейшее из искусств»: Бал на борту «Титаника»? // Столица : журнал. — 1991. — № 5. — С. 50–53.
- Кино. ТВ. Видео. Партнеры'93 : справочник / Сост. Н. Я. Венжер, Г. И. Рейснер. — М. : Изд-во МАИ, 1993. — 356 с. — ISBN 5-7035-0572-0.
- Партнеры'... Кино. ТВ. Видео : справочник / составители - Н. Венжер, Г. Рейснер. — 2-е (доп. и испр.) изд.. — М. : Дубль-Д, 1995.
- Венжер Н. Городские кинотеатры. Исследование экономического положения (начало) // Киномеханик : журнал. — 1995. — № 1. — С. 6–12.
- Венжер Н. Городские кинотеатры. Исследование экономического положения (продолжение) // Киномеханик : журнал. — 1995. — № 2. — С. 2–5.
- Венжер Н. Городские кинотеатры. Исследование экономического положения (окончание) // Киномеханик : журнал. — 1995. — № 3. — С. 8-13.
- Партнеры'96 : Кино, ТВ, видео : справочник / Сост. Н. Венжер, Г. Рейснер. — 3-е изд., доп. и испр.. — М. : Информ.-аналит. фирма "Дубль-Д", 1996. — 413 с. — ISBN 5-900902-01-3.
- Наталия Венжер. Числом поболее, ценою..? : Анализ кинорепертуара центральных телеканалов // Киноведческие записки : журнал. — 1996. — Вип. 30. — С. 144—148.
- Наталия Венжер. Выживать или жить — вот в чем вопрос! // Искусство кино : журнал. — 1997. — № 7. — С. 7–12.
- Д. Дондурей, Н. Венжер, Н. Сиривля. Кинотеатры возродят наше кино. Дискуссия // Искусство кино : журнал. — 2003. — № 8. — С. 5–21.
- Наталия Венжер. Воробьиная ночь / Публикацию подготовила Н.А. Громова // Киноведческие записки : журнал. — 2003. — Вип. 62. — С. 275.
- Наталья Венжер. Комментарии к пережитому. 1-8 сентября 2004 года: кино на телеэкране // Искусство кино : журнал. — 2004. — № 9. — С. 18–25.
- Трояновский М. …С веком наравне : Дневники. Письма. Записки / Сост. Е.Уварова-Трояновская, Н.Венжер. — М. : РОССПЭН, 2004. — 304 с.
- Наши мультфильмы : лица, кадры, эскизы, герои, воспоминания, интервью, статьи, эссе / [авт. ст. Александра Василькова и др.]. — М. : Интеррос, 2006. — 349 с. — автор кількох статей[2][3][5][7].
- Киноиндустрия России 2001-2006 / СТС "Медиа", Открытый рос. кинофестиваль "Кинотавр" ; [Д. Дондурей, Н. Венжер]. — М. : Некоммерч. фонд содействия отеч. кинематографу "Кинотавр", 2006. — 127 с.
- Наталья Венжер, Даниил Дондурей. «Забудьте про СССР!» : ВГИК-2008. Материалы социологического исследования // Искусство кино : журнал. — 2009. — № 6. — С. 5–22.
- Наталия Венжер. Цивилизация в гамер-тайме. «Гамер», режиссер Олег Сенцов // Искусство кино : журнал. — 2012. — № 5. — С. 47–49.
- Наталия Венжер. Телевидение ругают все. Кино на федеральных каналах // Искусство кино : журнал. — 2013. — № 4. — С. 65–69.
- Наталья Венжер. Приключения киноконтента на ТВ // Искусство кино : журнал. — 2014. — № 11. — С. 141–147.
- Наталья Венжер. Кино на ТВ // Искусство кино : журнал. — 2015. — № 4. — С. 123–129.
- Наталья Венжер. Кино на ТВ В зеркале статистики // Искусство кино : журнал. — 2016. — № 5. — С. 69–77.
- Наталья Венжер. Кажется, это было совсем недавно // Экран и сцена : газета. — 2021. — № 4.

## Відзнаки
- ???? — Член АСІФА.
- 1984 — член Спілки кінематографістів СРСР (з 1991 — Спілка кінематографістів Росії).
- ???? — Член Гільдії кінознавців і кінокритиків.
- 2003 — Почесний кінематографіст Росії (1 жовтня 2003 року, Міністерство культури Російської Федерації) - за багаторічну і плідну працю, досягнуті успіхи в галузі кінематографії та у зв'язку з 40-річчям Російського агентства «Інформкіно» [15].
- 2004 — член Експертної комісії з ігрового кіно Федерального агентства з культури та кінематографії [16]
- 2015 — спеціальний приз 20-го Відкритого російського фестивалю анімаційного кіно в м. Суздаль — «приз імені В. Маясова» «за любов і відданість анімаційному кіно» (спільно з С. Серьогіним) [17].